# Gomez (povídka)
Gomez je vědeckofantastická povídka/noveleta amerického spisovatele Cyrila M. Kornblutha, která vyšla poprvé v srpnu 1954 v autorově sbírce krátkých próz The Explorers. 

Česky vyšla v roce 1987 v antologii Vesmír je báječné místo pro život v překladu Michaela Žantovského.
Příběh se odehrává ve Spojených státech amerických během studené války, pojednává o mladém Portorikánci, jehož geniální matematické vlohy ohromí renomovaného vědce pracujícího v jaderném výzkumu.

## Postavy
- Dalhousie – člen ochranky kontradmirála MacDonalda
- Julio Gomez – protagonista, Portorikánec, původně umývač nádobí v restauraci Porto Bello v New Yorku s mimořádnými matematickými vlohami
- Higgins – člen ochranky kontradmirála MacDonalda
- Leitzer – člen ochranky kontradmirála MacDonalda
- dr. Mines – vedoucí oddělení teoretické fyziky Komise pro atomovou energii Spojených států amerických
- dr. Monroe – člen vědeckého poradního výboru
- kontradmirál MacDonald – zástupce náčelníka oddělení bezpečnosti a kontrarozvědky Komise pro atomovou energii Spojených států amerických
- Rosa – servírka v restauraci Porto Bello, kolegyně Gomeze
- dr. Sugarman – přednosta katedry fyziky na Newyorské univerzitě
- Bill Vilchek – novinář, vypravěč příběhu

## Děj
Dr. Sugarman, přednosta katedry fyziky na Newyorské univerzitě obdrží dopis od jistého Julia Gomeze, 17letého umývače nádobí portorického původu v restauraci Porto Bello v New Yorku. V listině je uvedeno několik rovnic k jadernému výzkumu. Sugarman dopis odmítá jako malichernost, s níž nehodlá ztrácet čas, ale novinář Bill Vilchek jej otiskne v nedělní příloze novin Tribune. 

Ihned po vydání k Vilchekovi do hotelového pokoje vtrhne kontradmirál MacDonald s ozbrojeným doprovodem a dožaduje se originálu. Považuje totiž rovnice za státní atomové tajemství a pátrá po možném úniku informací. Novinář je mu nápomocen při objasňování zvláštního případu. Gomez je z restaurace dopraven na oddělení kontrarozvědky. Zde vyjde najevo, že je skutečně autorem rovnic. Za asistence dr. Minese, vedoucího oddělení teoretické fyziky Komise pro atomovou energii začne pracovat na výpočtech pro jaderný výzkum. Uplatní svou genialitu, avšak jeho zápal a horlivé pracovní nasazení ho začíná fyzicky i psychicky vysilovat. Nepravidelně jí, téměř neodpočívá, až se jednoho dne zhroutí. Na radu Vilcheka se od práce oprostí, což nelibě nese zejména MacDonald. 
Gomez se během pracovní pauzy ztratí z dohledu MacDonalda. Ožení se s Rosou, kolegyní z restaurace Porto Bello (zfalšuje svůj věk) a po návratu do práce zjistí, že všechny důležité výpočty a souvztažnosti zapomněl. Pro vládní potažmo vojenský výzkum ztrácí význam. Usadí se s Rosou v East Harlemu a za úspory koupí polovinu Porto Bella. Společně s manželkou a dětmi žije až do věku 39 let, kdy umírá na zápal plic. Vilchek tuší, že Julio žádné rovnice nikdy nezapomněl. A jen Julio věděl, jaké tajemství – možná i děsivé – bylo nutno zatajit.
Ten chlapec... myslí mozkem. Velký šachista si umí nechat zavázat oči a pak sehraje simultánně sto partií proti stovce šachistů a pamatuje si postavení všech svých i jejich figur a udrží v hlavě sto různých strategií. No a tenhle výkon je hračka proti tomu, co dělá Julio tam nahoře. Má v hlavě pár milionů faktů teoretické fyziky. Probírá je, tu a tam některý vybere, zasadí ho do nových vztahů, ověřuje a zamítá tam, kde je to třeba, skládá nové vztahy dohromady, převrací je vzhůru nohama nebo obrací naruby a kouká, co se stane, srovnává je se známými teoriemi a udržuje si je v paměti, když celý ten proces opakuje – a celou tu dobu má v hlavě jediný jasný cíl, podle kterého všechny tyhle věci posuzuje. 
Cyril M. Kornbluth, Gomez

## Česká vydání
Česky vyšla povídka v následujících sbírkách nebo antologiích:
- Vesmír je báječné místo pro život (Mladá fronta, edice 13, 1987, antologie science fiction, brožovaná, náklad 80 000, ve spolupráci s Václavem Richterem a Ivo Železným uspořádal a doslov napsal Jaroslav Veis)

## Kulturní reference
V próze jsou jmenovány vědecké aj. osobnosti, část z nich má spojitost s jaderným výzkumem:
- Enrico Fermi
- William Rowan Hamilton
- Pjotr Leonidovič Kapica
- William L. Laurence
- Hermann Minkowski
- Philip Morrison
- Isaac Newton
- Šrínivása Rámanudžan
- Leó Szilárd
- Harold Urey